# Georgi Kondratiev
Georgi Kondratiev   (Lûbanіčy, 7 de gener de 1960) és un exfutbolista belarús de la dècada de 1980 i entrenador.
Fou 14 cops internacional amb la selecció de la Unió Soviètica.
Pel que fa a clubs, defensà els colors de Dinamo Minsk, Chornomorets Odessa i Lokomotiv Moscou.
Fou entrenador de la selecció de Belarús.